# Estação Feira
A Estação Feira é uma das estações do Metrô do Distrito Federal, situada em Guará, entre a Estação Shopping e a Estação Guará. Administrada pela Companhia do Metropolitano do Distrito Federal, faz parte da Linha Verde e da Linha Laranja.
Foi inaugurada em 17 de agosto de 1998. Localiza-se na Sria II Qe 25. Atende a região administrativa do Guará.
A estação recebeu esse nome por estar situada junto à Feira do Guará, um importante centro de compras e produtos tradicionais brasileiros.

## Localização
Em suas imediações se localiza, além da Feira do Guará, a Administração Regional do Guará.